# Leonie Kreil
Leonie Kreil (* 20. November 1997 in Amberg) ist eine deutsche Fußballspielerin auf der Position der Stürmerin. 

## Karriere
Kreil spielte in der Jugend beim FC Bayern München, wo sie in der Saison 2012/13 neun Einsätze sowie in der Saison 2013/14 acht Einsätze in der B-Juniorinnen-Bundesliga bestritt, bei denen sie insgesamt zwei Tore erzielte. Mit dem Verein gewann sie 2013 und 2014 jeweils die Deutsche B-Juniorinnen-Meisterschaft. Zur Saison 2014 wechselte sie in die 2. Frauen-Bundesliga zum ETSV Würzburg, für den sie bis 2016 aktiv war und kam in dieser Zeit zu 34 Spielen in der 2. Bundesliga (1 Tor) sowie drei Spielen im DFB-Pokal. Im Sommer 2016 verließ Kreil den Würzburger Verein aufgrund eines Studienaufenthalts, den sie an der University of West Florida in Pensacola absolvierte. Bis 2017 war sie für deren College-Team, die West Florida Argonauts aktiv und erzielte in 40 Spielen zwölf Tore.
Zu Beginn der Saison 2018/19 unterzeichnete Kreil einen Vertrag beim Bundesligaabsteiger FF USV Jena, mit dem ihr in der Folge der direkte Wiederaufstieg in die Frauen-Bundesliga gelang. In der Aufstiegssaison bestritt sie 25 Spiele, in denen sie zwei Tore erzielen konnte. Ihr erstes Spiel in der Frauen-Bundesliga bestritt Kreil am 1. Spieltag der Saison 2019/20 bei der 1:6-Heimniederlage gegen die TSG 1899 Hoffenheim. Am 20. Juni 2020 wechselte Kreil nach dem Abstieg des FF USV Jena zum SC Sand.
Im Sommer 2022 wechselte Kreil zum ostwestfälischen Zweitligisten FSV Gütersloh 2009. Nach nur einer Saison kehrte sie zum SC Sand zurück, den sie ebenfalls nach nur einer Saison verließ.
Zur Rückrunde der Saison 2024/25 wurde sie vom Bundesligaaufsteiger FC Carl Zeiss Jena unter Vertrag genommen. Aufgrund einer schweren Verletzung kam Kreil allerdings bis Saisonende nur auf drei Saisonspiele für Jena. In der Sommerpause löste Jena den Vertrag mit Kreil einvernehmlich wieder.

## Erfolge
- Deutscher B-Juniorinnen-Meister 2013 (mit dem FC Bayern München)